# Liste der Wappen in der Metropolitanstadt Florenz
Die Liste der Wappen in der Metropolitanstadt Florenz beinhaltet alle in der Wikipedia gelisteten Wappen der Orte in der Metropolitanstadt Florenz (bis 2014 Provinz Florenz) in der Region Toskana in Italien. In dieser Liste werden die Wappen mit dem Gemeindelink angezeigt.

## Wappen der Metropolitanstadt Florenz

Metropolitanstadt Florenz
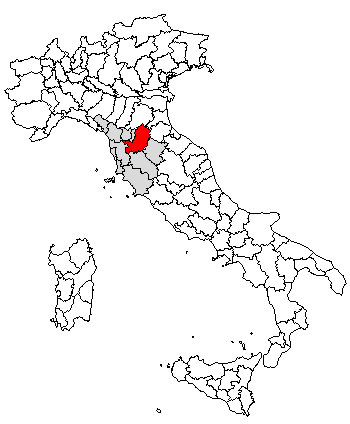
Lage in Italien

## Wappen der Gemeinden der Metropolitanstadt Florenz

Bagno a Ripoli
Barberino di Mugello
Barberino Tavarnelle
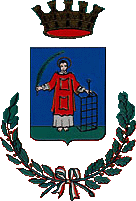
Borgo San Lorenzo
Calenzano
Campi Bisenzio
Capraia e Limite
Castelfiorentino
Cerreto Guidi
Certaldo
Dicomano
Empoli
Fiesole
Figline e Incisa Valdarno
Firenzuola
Florenz
Fucecchio
Gambassi Terme
Greve in Chianti
Impruneta
Lastra a Signa
Londa
Marradi
Montaione
Montelupo Fiorentino
Montespertoli
Palazzuolo sul Senio
Pelago
Pontassieve
Reggello
Rignano sull’Arno
Rufina
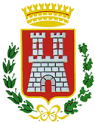
San Casciano in Val di Pesa
San Godenzo
Scandicci
Scarperia e San Piero
Sesto Fiorentino
Signa
Vaglia
Vicchio
Vinci

## Wappen ehemaliger Gemeinden der Metropolitanstadt Florenz

Barberino Val d’Elsa
Tavarnelle Val di Pesa
Figline Valdarno
Incisa in Val d’Arno
San Piero a Sieve
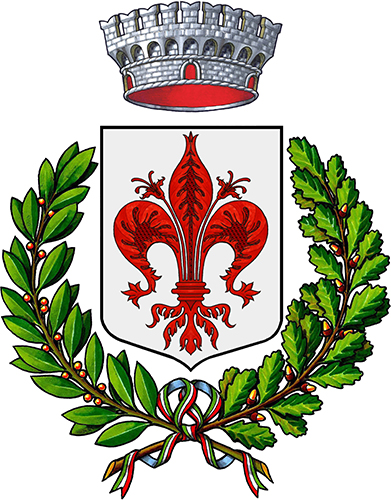
Scarperia